# Lokomotiv Plovdiv
O PFC Lokomotiv Plovdiv 1926 é um clube de futebol da cidade de Plovdiv, na Bulgária. Foi fundado em 25 de julho de 1926 com o nome de Пловдивски Спортклуб (Sportclub Plovdiv), fusão de dois clubes desportivos, o Караджа (Karadza) e o Атлетик (Atlético). Em 1951, passa a se chamar PFC Локомотив Пловдив (PFC Lokomotiv Plovdiv).

## História
Ao longo da história do clube, ele passou por uma série de reorganizações complexas. Isso se deveu em parte ao ambiente político na Bulgária durante o período comunista (1944-1989), que levou a mudanças forçadas na natureza dos clubes esportivos em todo o país, a fim de seguir o "modelo soviético". Para o PFC Lokomotiv Plovdiv, essas mudanças levaram à fusão de duas equipes existentes separadas, de natureza diferente, o que, por sua vez, levou a interpretações errôneas da história das equipes. Para entender a origem do time contemporâneo, a história do Lokomotiv pode ser dividida em dois grandes ramos – um definido em grande parte por seus torcedores (Sportclub Plovdiv), e outro por suas características funcionais, associação com a ferrovia e financiamento como meio de trabalho equipe sindical (ZSK Plovdiv).
Na primavera de 1922, o clube esportivo Karadzha foi fundado quando vários times casuais de futebol amador em um dos distritos de Plovdiv se consolidaram para que os jogadores pudessem competir no Campeonato de Plovdiv. Dois anos depois, em 1924, outro clube esportivo chamado Atletik foi formado no mesmo distrito.
Em 25 de julho de 1926, Karadzha e Atletik se fundiram para formar o Sportclub. A equipe escolheu branco, preto e vermelho como as cores de seus kits e escudo. Vários anos depois, o ano de estabelecimento (1926) foi adicionado ao brasão. O Lokomotiv Plovdiv ainda usa as mesmas cores, enquanto seu nome completo (Professional Football Club Lokomotiv 1926 Plovdiv) mostra o início do clube no mesmo ano em que o Sportclub foi fundado.
O Sportclub tinha a sua sede no centro da cidade. No entanto, após os terremotos de 1928, a equipe doou suas terras para aqueles que perderam suas casas para que pudessem reconstruí-las. A partir de 1928, o Sportclub não teve campo de futebol próprio por mais de duas décadas.
Nos anos após a criação do Sportclub, a equipe competiu no campeonato local de Plovdiv. Nos primeiros anos do futebol búlgaro, não havia liga nacional. Os campeonatos locais, realizados a nível regional, eram os torneios de futebol de maior prestígio no país. O Sportclub participou da segunda divisão até 1933, quando o time terminou em primeiro e foi promovido à primeira divisão de Plovdiv em 1939. Em 1940, o Sportclub sagrou-se Campeão de Plovdiv pela primeira vez.
Em 1939, o time ingressou na Divisão Nacional de Futebol - a liga nacional de futebol formada apenas um ano antes e que incluía os dez melhores times da Bulgária. No entanto, em 1940, a liga foi dissolvida por causa da Segunda Guerra Mundial. Naquela época, o clube havia mudado oficialmente seu nome para Plovdivski Sportclub (Sportclub de Plovdiv), principalmente porque vários outros times da liga também tinham Sportclub em seus nomes.
Durante a Segunda Guerra Mundial, a equipe participou de vários outros torneios, incluindo a Tsar's Cup, que foi considerada a copa eliminatória de maior prestígio da Bulgária na época e uma predecessora da atual copa doméstica. Na Copa do Czar, o time chegou à final duas vezes - em 1940 e 1942.
Na época do regime comunista na Bulgária em 1944, o Sportclub havia se tornado um dos times de melhor desempenho do país, chegando às finais em muitos torneios. O clube havia se tornado o maior da região de Plovdiv em termos de membros e continuamente batendo recordes de público no período.
Em meados da década de 1930, o sindicato dos trabalhadores ferroviários e marinheiros estabeleceu inúmeras organizações culturais e esportivas em todo o país. Os ferroviários também fundaram um clube esportivo em Plovdiv, já que a cidade é um dos principais centros ferroviários do país. Em 13 de junho de 1935, foi fundado o clube ZSK Plovdiv, abreviado de Zheleznicharski Sporten Klub Plovdiv (O clube esportivo dos trabalhadores ferroviários em Plovdiv).
Nos primeiros anos, o ZSK Plovdiv ficou atrás de outros times da cidade, como Sportclub e Botev Plovdiv. A equipa só foi reconhecida como membro titular da federação desportiva nacional três anos após a sua criação. No entanto, no início dos anos 1940 eles melhoraram e em 1944 venceram o Campeonato de Plovdiv.
Do ponto de vista econômico, o clube ferroviário contribuiu fortemente para o desenvolvimento do esporte na região, realizando grandes investimentos na melhoria das instalações e condições esportivas da cidade. Mais notavelmente, a poderosa companhia ferroviária nacional, por meio de ZSK Plovdiv, foi a principal benfeitora para a criação de um estádio multiuso de última geração que foi inaugurado em 1943. O estádio foi construído no campo de futebol do time existente. Levski Plovdiv e, como tal, foi a casa do ZSK Plovdiv e do Levski Plovdiv. Como resultado, o estádio foi batizado de ZSK-Levski.
Nos anos após 1944, o regime comunista recém-criado embarcou em várias campanhas para a "reorganização dos clubes esportivos na Bulgária" para alinhá-los com a agenda política soviética e seguir o "modelo soviético" de clubes esportivos. Isso significava que cada região local deveria ter seu próprio clube esportivo, mas para tornar os investimentos centrais mais eficientes para uma base maior de membros, apenas alguns clubes eram permitidos por área. Isso levou à fusão forçada de clubes dentro da mesma localidade.
A partir de 1944, o Sportclub foi fundido com várias outras equipes no mesmo distrito de Plovdiv. Sendo de uma área com uma população étnica e religiosa diversificada, o clube foi inicialmente fundido com vários times armênios de divisões inferiores, como Shant e Erevan. Outra fusão ocorreu em 1945 com o clube católico Parchevich. Após essa onda de fusões, como muitos outros clubes do país, o clube foi renomeado para uma abreviatura dos maiores clubes - S.P.-45, que significa Sportclub Parchevich - 1945. No entanto, devido ao contexto não eslavo das palavras "esporte " e "clube", a equipe foi oficialmente renomeada novamente antes do início da temporada para Slavia Plovdiv.
Em 1947, uma nova onda de consolidações viu Slavia Plovdiv fundir-se com a equipe do sindicato dos trabalhadores cooperativos, Petar Chengelov. Esta fusão criou um clube conhecido como Slavia-Chengelov.
Durante 1944-1955, o clube chegou às finais da copa eliminatória doméstica (na época, a Copa do Exército Soviético) pela terceira vez em sua história - em 1948 como Slavia-Chengelov.
Na temporada de 1948, o clube se tornou um dos dez times fundadores da nova liga nacional - Grupo Republicano de Futebol "A" (A RFG), o antecessor da atual liga búlgara da primeira divisão.
Através das fusões, o clube originalmente denominado Sportclub manteve as suas cores originais e equipa principal, com apenas um pequeno número de jogadores considerados bons o suficiente para encontrar um lugar na equipa principal do "novo" clube. Os torcedores permaneceram fiéis às cores e aos jogadores, e os seguidores dos clubes assimilados se juntaram a eles, aumentando o número de torcedores e sócios do maior clube de Plovdiv na época. Embora tecnicamente os numerosos clubes tenham se fundido, devido ao tamanho do Sportclub em termos de membros, os clubes menores foram efetivamente assimilados ao clube maior.
Para o ZSK Plovdiv, a reorganização começou no outono de 1944. O clube foi inicialmente fundido com o time com o qual dividia um estádio, o Levski Plovdiv, para formar o ZSK-Levski. No entanto, ao contrário da maioria das outras fusões forçadas na época, a fusão ZSK-Levski foi dissolvida em menos de um ano.
Após a separação em 1945, o ZSK foi renomeado para Lokomotiv Plovdiv, semelhante a outras equipes em vários países do bloco oriental que estavam conectadas às ferrovias. Lokomotiv Plovdiv e Levski continuaram a coexistir como entidades separadas, ainda compartilhando o mesmo estádio.
Embora o clube dos trabalhadores ferroviários fosse apoiado financeiramente pela ferrovia nacional, nos primeiros anos do governo comunista, o time de futebol competia apenas no terceiro nível da recém-formada liga nacional. Além disso, o clube era o menor de Plovdiv em termos de membros e atraía apenas um número modesto de espectadores para seus jogos, apesar de seu estádio grande e moderno.
No verão de 1949, o Partido Comunista da Bulgária adotou um novo princípio que rege a construção de clubes esportivos. Os clubes tinham que servir principalmente como departamentos de condicionamento físico de empresas nacionais politicamente importantes, como refinarias de petróleo, polícia, exército, ferrovias nacionais e outras. Assim, a localização geográfica de um clube deixou de ser importante e os clubes foram atribuídos às principais instituições do país.
A reorganização de 1949 atribuiu ao Lokomotiv a assimilação do Slavia-Chengelov, uma vez que o Lokomotiv já era uma equipa fortemente associada a uma importante empresa nacional. Naquela época, o Slavia-Chengelov era o maior clube da Bulgária em termos de membros e com uma base de torcedores ainda maior.
A DSO Energiya foi formada a partir desta fusão antes do início da temporada de 1950. Eles usaram as cores do Slavia-Chengelov (branco, vermelho e preto) tanto para seus kits quanto para o escudo e o próprio time manteve apenas quatro jogadores do Lokomotiv, com o núcleo do time sendo jogadores do Slavia-Chengelov. Mais de duas décadas após o terremoto de 1928, os torcedores do que antes era o Sportclub voltaram a ter uma casa - o estádio do Lokomotiv. Mudanças nos nomes formais dos clubes da União Soviética ocorreram e um nome popular para os clubes esportivos do bloco oriental na época, Torpedo, foi adotado e o time foi renomeado para Torpedo Plovdiv.

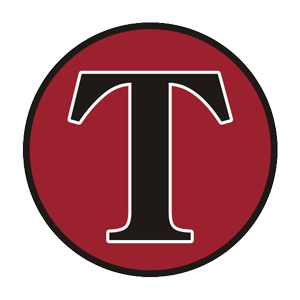
Escudo do Torpedo Plovdiv

Na temporada de 1950, o Torpedo Plovdiv ocupou o lugar do Slavia-Chengelov no nível superior do sistema da liga búlgara de futebol (A RFG). A política nacional então exigia que, como parte do sindicato ferroviário, todos os membros e jogadores do clube fossem membros do sindicato. Isso incluía ex-membros do Slavia-Chengelov, que não tinham conexão com as ferrovias.
Antes do início da temporada de 1951, o sindicato ferroviário fundou um novo clube, DSO Lokomotiv (Plovdiv), que compartilhava as cores e o estádio do Torpedo. Os jogadores do Torpedo foram transferidos para o DSO Lokomotiv e, para torná-los membros oficiais do sindicato, cada jogador foi nominalmente empregado pelas ferrovias nacionais. Enquanto isso, o Torpedo Plovdiv foi removido do sindicato e não mais financiado por ele ou pela companhia ferroviária. O DSO Lokomotiv também adquiriu a licença do Torpedo para jogar na primeira divisão da liga búlgara de futebol, enquanto o Torpedo foi rebaixado para a terceira divisão. O sindicato legitimou, assim, efetivamente o novo clube sem necessidade de limitar o acesso dos sócios do Torpedo às instalações desportivas. Os membros existentes do Torpedo ainda podiam usar as instalações compartilhadas e não precisavam mais ser membros do sindicato ferroviário.
A partir de 1951, os torcedores do Torpedo Plovdiv de 1950 passaram a torcer pelos mesmos jogadores, com as mesmas cores, no mesmo estádio, com um novo nome. Como a adesão oficial ao clube agora exigia um emprego nas ferrovias, o número oficial de sócios era drasticamente menor do que nos anos anteriores. No entanto, os torcedores da equipe permaneceram os mesmos. Assim, em 1951, o DSO Lokomotiv tornou-se efetivamente o sucessor do Torpedo, enquanto o Torpedo ainda competia em um nível inferior.
De 1951 a 1954, o DSO Lokomotiv foi um dos melhores jogadores da elite do futebol búlgaro, alcançando anualmente pelo menos a fase das quartas de final da competição da copa doméstica (na época a Copa do Exército Soviético) e terminando regularmente no topo liga de divisão.
Em 1955, o plantel do DSO Lokomotiv mudou completamente - muitos jogadores-chave envelhecidos foram transferidos para outras equipas, mas os seus substitutos pareciam incapazes de colaborar e não tinham a mesma qualidade. No final da temporada de 1955, o DSO Lokomotiv foi rebaixado para a segunda divisão.
O DSO Lokomotiv jogou na segunda divisão por cinco temporadas até retornar ao nível de elite na temporada 1961-62. No mesmo ano, a equipe chegou à final da copa nacional pela quarta vez (depois de 1940 e 1942 como Sportclub e 1948 como Slavia-Chengelov), mas perdeu novamente.
Em 1957 ocorreu outra reorganização esportiva e os clubes não precisavam mais ser afiliados a empresas nacionais; em vez disso, as equipes retornaram às regiões geográficas. Assim, os clubes esportivos não precisavam mais ser "DSO" (inglês: "organização esportiva voluntária"). Consequentemente, o DSO Lokomotiv assimilou Torpedo Plovdiv e Septemvri (Plovdiv), mudando seu nome para Lokomotiv Plovdiv, que mantém até hoje.

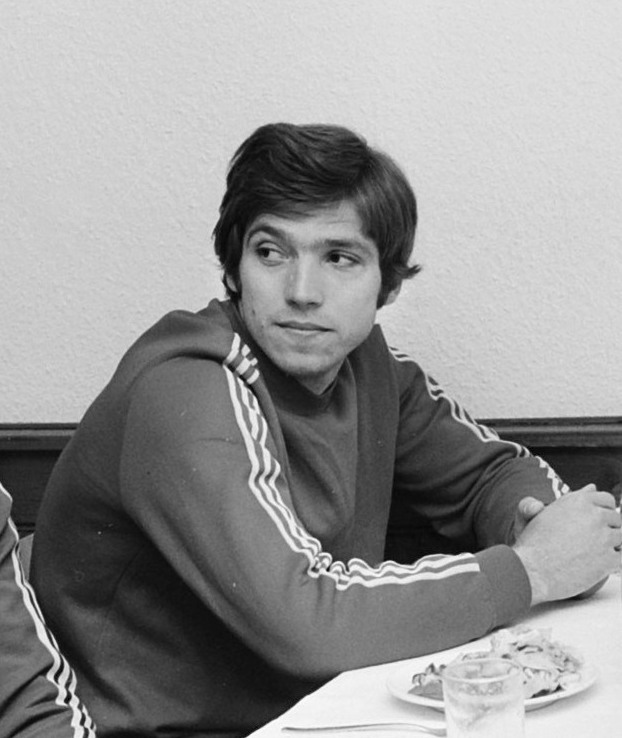
A camisa nº 8 é aposentada em homenagem a Hristo Bonev

Depois de voltar à elite (A RFG) em 1961, o Lokomotiv levou sete anos para chegar aos três primeiros e conquistar uma medalha na temporada 1968-69.
Internacionalmente, a equipe alcançou o sucesso mais rapidamente. Na temporada 1964-65, o Lokomotiv Plovdiv alcançou a terceira rodada da Copa das Cidades com Feiras, onde após dois empates com o time italiano Juventus, uma terceira partida do play-off foi escolhida pela UEFA para ser disputada em Torino. O jogo terminou com uma derrota apertada para o Lokomotiv com um placar de 2:1.
Antes de chegar à terceira eliminatória, o Lokomotiv já havia eliminado o sérvio FK Vojvodina e o romeno FC Petrolul Ploieşti. Jogadores importantes durante este período incluem o atacante Gocho Vasilev, o meio-campista Hristo Bonev, o zagueiro Ivan Boyadzhiev e o goleiro Stancho Bonchev.
Em 1971, a equipe chegou à final da copa nacional, mas voltou a perder, desta vez para o Levski Sofia com o placar de 3 a 0.
Em 1973, o Lokomotiv conquistou as medalhas de prata do A RFG, terminando a temporada com 43 pontos. Em 1974, o Lokomotiv terminou a temporada na terceira colocação, recebendo o bronze do campeonato. A equipe se manteve bastante estável nos anos seguintes e raramente abaixo da 6ª colocação na tabela de classificação. Entre os jogadores da equipe estava Hristo Bonev - considerado pela maioria dos torcedores do Lokomotiv como o maior jogador e um dos maiores jogadores nascidos na Bulgária.
Na temporada de 1979-80, o Lokomotiv Plovdiv foi novamente rebaixado para a segunda divisão do futebol búlgaro, mas levou três temporadas para reconquistar seu lugar.
Enquanto estava na segunda divisão entre 1981 e 1983, o time chegou duas vezes à final da Copa do Exército Soviético. Em 12 de junho de 1982, o time perdeu a final da copa nacional pela sexta vez.
Em 1982, a equipe adquiriu o Estádio Lokomotiv, situado no Parque Lauta, próximo ao bairro mais novo da cidade. Faz parte de um complexo poliesportivo também utilizado pelas demais equipes esportivas do clube (como vôlei, tênis e boxe). O evento de inauguração foi agendado para segunda-feira, 6 de setembro de 1982, com uma partida contra o Neftochimic Burgas (o Lokomotiv venceu por 4–1).
Em 1º de junho de 1983, liderado por Hristo Bonev, o Lokomotiv conquistou sua primeira copa nacional ao vencer o FC Chirpan por 3 a 1 no Estádio Nacional Vasil Levski, em Sofia. A Copa do Exército Soviético, realizada anualmente entre 1946 e 1990, é reconhecida pela União Búlgara de Futebol (BFU) como o principal torneio nacional de eliminatórias até 1982. Em 1981, a Copa da Bulgária começou a ser realizada todos os anos e ultrapassou o significado da Copa do Exército Soviético. A política oficial atual da BFU considera a Copa da Bulgária a principal copa eliminatória doméstica de 1983 em diante. Assim, o Lokomotiv Plovdiv não é oficialmente reconhecido como o portador da taça nacional de 1983.
Na temporada 1983-84, o time foi novamente rebaixado para o segundo nível e jogou a temporada 1984-85 nesse nível. Em 1985 voltou a integrar A RFG.
Após seu retorno à primeira divisão em 1985, o time teve um desempenho consistente por mais de uma década, posicionando-se no meio da tabela de classificação até o final da década de 1990. Nesse período, o time terminou entre os três primeiros uma vez, na temporada 1991-92. Nas temporadas de 1998-99 e 1999-00, o Lokomotiv Plovdiv jogou no B PFG.
Em 2001, o clube foi comprado por Georgi Iliev, que na época era dono de outro clube de futebol, o Velbazhd Kyustendil. Terminou em terceiro lugar na primeira divisão por três temporadas consecutivas até 2000-01 e foi vice-campeão da copa nacional em 2001.
Durante a temporada de 2001-02, Iliev fundiu as duas equipes criando o contemporâneo Lokomotiv Plovdiv (Clube de Futebol Profissional Lokomotiv 1926 Plovdiv). O novo clube é o sucessor oficial do clube Lokomotiv que se fundiu com o Velbazhd e usa as mesmas cores. A equipe foi formada quase inteiramente por jogadores de alto escalão dos últimos anos de Velbazhd Kyustendil. A equipe terminou em terceiro no final da temporada.
A temporada de maior sucesso na história do clube foi a campanha de 2003-04. O Lokomotiv conquistou o título, o único na história do clube até então. O técnico e ex-jogador lendário Eduard Eranosyan começou bem, com o Lokomotiv liderando o campeonato por seis pontos no meio da temporada e permanecendo invicto. Na penúltima 29ª rodada, a equipe derrotou o Slavia Sofia em Plovdiv por 3 a 2 diante de mais de 17.000 espectadores e conquistou o campeonato búlgaro. O Lokomotiv terminou a temporada com 75 pontos, 3 a mais que o segundo time, o Levski Sofia. Na equipe estava a recente aquisição Martin Kamburov que se tornou o artilheiro do campeonato com 25 gols. Os jogadores-chave durante a temporada incluíram Vasil Kamburov, Georgi Iliev, Aleksandar Tunchev, Kiril Kotev, Vladimir Ivanov, Metodi Stoynev e os macedônios Boban Jančevski, Vančo Trajanov e Robert Petrov.
Em 31 de julho de 2004, o Lokomotiv conquistou a Supercopa da Bulgária, após vencer o Litex Lovech no Estádio Lazur. O capitão Ivan Paskov marcou de cabeça nos últimos segundos do jogo para a vitória por 1 a 0.
Poucos meses depois, a equipe disputou pela primeira vez as eliminatórias da Liga dos Campeões da UEFA, onde enfrentou o Club Brugge da Bélgica na segunda pré-eliminatória.
Em 2004-05, a equipe terminou em terceiro lugar no A PFG e se classificou para a Copa da UEFA. Nas competições europeias de clubes, o Lokomotiv derrotou o sérvio OFK Beograd na segunda pré-eliminatória (vitória em casa por 1:0 e derrota fora por 1:2) e foi sorteado para jogar contra o inglês Bolton Wanderers na primeira rodada. No entanto, o time de Plovdiv foi eliminado após uma derrota por 1–2 no Reebok Stadium em Bolton e outra derrota por 1–2 em uma partida disputada no Lazur Stadium em Burgas.
Nos meses seguintes, o clube teve problemas financeiros significativos, levando à saída de muitos jogadores da equipe campeã, como Aleksandar Tunchev, Martin Kamburov, Ivan Paskov, Georgi Iliev, Darko Spalević, Kiril Kotev e Boban Jančevski.
Na temporada 2005-06, o Lokomotiv terminou em 5º no A PFG e se classificou para a Copa Intertoto. Eles foram eliminados por 2–3 (derrota fora de casa por 1–2 e empate em casa por 1–1) no total para o romeno Farul Constanţa.
Nas três temporadas seguintes, o time terminou na parte intermediária da tabela. Em dezembro de 2009, o empresário e ex-proprietário do Vihren Sandanski, Konstantin Dinev, adquiriu o clube de Galina Topalova em uma oferta de 2 milhões de euros, com a intenção de trazê-los de volta às competições europeias de clubes.
Em 15 de maio de 2019, o Lokomotiv Plovdiv venceu a Copa da Bulgária pela primeira vez na história do clube, derrotando os rivais locais Botev Plovdiv por 1 a 0 em Sofia. O gol da vitória saiu aos 73 minutos com chute de calcanhar de Alen Ožbolt. Ante Aralica deu a assistência.
Vencer a Copa da Bulgária permitiu que o time jogasse na segunda rodada de qualificação da Liga Europa para a temporada 2019-20. Na segunda rodada, o Lokomotiv enfrentou o FC Spartak Trnava, da Eslováquia. O Lokomotiv venceu o empate no total, com um placar de 3–3, avançando para a próxima rodada pela regra dos gols fora de casa. O adversário da próxima rodada foi o Estrasburgo. O Lokomotiv entrou como forasteiro contra o time francês e perdeu o primeiro jogo por 0–1 na Bulgária. Na segunda partida, o Lokomotiv Plovdiv perdeu novamente com um placar mínimo de 1–0, sendo eliminado no total de 0–2.
Em 1º de julho de 2020, o Lokomotiv venceu o CSKA Sofia na última partida disputada em Sofia e conquistou a Copa da Bulgária pela segunda vez consecutiva, tornando-se o primeiro time a vencer duas copas consecutivas depois do Litex Lovech em 2008 e 2009. Os Smurfs derrotaram o CSKA Sofia após uma derrota disputa de pênaltis (5–3).
Em 2 de agosto de 2020, o Lokomotiv venceu a Supertaça da Bulgária pela segunda vez, derrotando o Ludogorets por 0–1 na Ludogorets Arena (terra do Ludogorets). O gol da vitória foi marcado no último minuto do tempo regulamentar com um chute de voleio do capitão Dimitar Iliev.
O Lokomotiv venceu o Iskra Danilovgrad de Montenegro por 1 a 0 na primeira rodada de qualificação da Liga Europa em 27 de agosto de 2020. Devido à pandemia de Covid-19, todos os jogos de qualificação da Liga Europa nesta temporada antes do play-off tiveram apenas uma mão. Na segunda rodada de qualificação, o Lokomotiv enfrentou o Tottenham Hotspur de José Mourinho e esteve perto de eliminar o time inglês após o gol de Georgi Minchev, mas os Spurs completam a reviravolta tardia após dois cartões vermelhos para os jogadores do Lokomotiv.
O Lokomotiv terminou na 2ª colocação na temporada regular e se classificou para a Rodada do Campeonato mantendo-se entre os três primeiros até a última rodada da temporada.
Os Smurfs iniciaram a temporada 2020/21 com uma partida contra o Slovácko em uma segunda pré-eliminatória da Europa Conference League. O Lokomotiv venceu a primeira partida no Estádio Lokomotiv por 1–0 com uma vitória aos 90 minutos sobre Petar Vitanov e uma derrota com o mesmo placar em Uherské Hradiště. Na disputa de pênaltis, Ilko Pirgov defendeu 3 pênaltis consecutivos e o Lokomotiv venceu por 3–2. Na terceira rodada de qualificação, o Lokomotiv foi eliminado pelo Copenhague da Dinamarca, após um empate 1-1 em Plovdiv e uma derrota por 4-2 no jogo de volta no Parken Stadium.
No campeonato, o Lokomotiv conquistou a medalha de prata pela segunda vez na história do clube, terminando a temporada com 61 pontos.

## Títulos
- Campeonato Búlgaro: 2003-04
- Copa da Bulgária: 2018–19, 2019–20
- Supercopa da Bulgária: 2004, 2020
- Copa do Exército Soviético: 1983